# لغز المساجين والقبعات

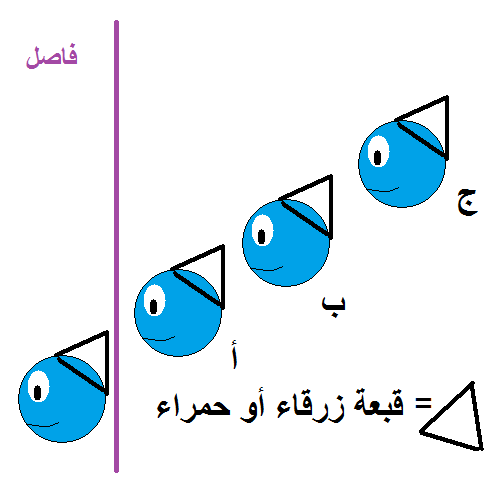

لغز المساجين والقبعات هو لغز استقرائي (نوع من الألغاز المنطقية) التي تعتمد على وجود منطق حول تصرفات الآخرين.رسم في هيئة نظرية الألعاب ويدعى أحيانا التسلسل الهرمي للمعتقدات.هناك نسخ عديدة من اللغز، لكن الفكرة الاساسية تظل نفسها.ويخلط بينه وبين لغز آخر باسم لغز القبعات.

## اللغز
وفقا للقصة، تم القبض على أربعة مساجين لجريمة، لكن السجن ممتلئ والسجان لا يملك مكانًا لوضعهم.أخيرا وجد حلًا بأن يعطيهم لغزًا إذا نجحوا في حله سيخرجون أحرار وإذا لم ينجحوا سيتم إعدامهم.
وضع السجان ثلاث منهم في صف واحد.الرابع خلف جدار (أو في غرفة منفصلة)، وأعطى الأربعة كلهم قبعات.وأعلمهم أن اثنين من هذه القبعات حمراء واثنين زرقاء، كل سجين يرتدي قبعة، وكل سجين يعرف لون قبعة الذين أمامه ولا يرى قبعته، الرجل الرابع خلف الجدار لا يرى قبعته ولا يراها أحد ولا يرى هو قبعات الآخرين أيضا، ولا يسمح بأي نوع من التواصل بين المساجين.
إذا استطاع أحد السجناء اكتشاف لون قبعته فسيتحرر السجناء الاربعة كلهم، وإذا أجاب أحد السجناء بإجابة خاطئة فسيعدم الأربعة كلهم.
اللغز وضع لكي تكتشف طريقة لهروب المساجين، بغض النظر عن توزيع السجان للقبعات.

## الحل
لنسمي كلًا من السجناء (أ)، (ب)، (ج) على الترتيب. (ب) يستطيع رؤية قبعة (أ)، أما (ج) فيستطيع رؤية قبعة (أ) و (ب).
السجناء يعلمون انه يوجد قبعتين لكل لون، في هذه الحالة إذا رأى (ج) أن (أ) و (ب) لديهما نفس اللون سيعرف أن له اللون الآخر.
لكن في حال رأى (ج) أن (أ) و (ب) لهما لونين مختلفين، فلن يتمكن من معرفة لون قبعته لعدم قدرته على رؤية قبعة السجين الرابع (المعزول خلف الجدار) ، و بالتالي فإن الحل بيد (ب)، الذي يجب أن يفكر بمنطقية و يسأل نفسه: "إذا كنت أنا و (أ) لدينا نفس اللون ، فلماذا لم يتحدث (ج) و يكشف عن لون قبعته لحد الآن؟ سكوت (ج) و عدم قدرته على تحديد لون قبعته هو تأكيد على أن لون قبعتي يختلف عن لون قبعة (أ)".
و بالتالي فإن الإجابة هي : (ب) ، الذي سيكشف عن لون قبعته و هي المعاكسة للون قبعة (أ) ، فإذا كانت قبعة (أ) حمراء تكون قبعة (ب) زرقاء .. أو العكس.
وكما هو الحال في هذا النوع من الألغاز، فإنه يعتمد على كون المشاركين عقلانين وأذكياء بما يكفي لاختيار القرار المناسب.